# Hans Hasebos
Hans Hasebos (* 4. August 1956 in Hilversum) ist ein niederländischer Jazzmusiker (Vibraphon, Komposition).

## Leben und Wirken
Hasebos studierte von 1976 bis 1981 am Konservatorium seiner Heimatstadt klassische Perkussion. Er arbeitete zunächst als Schlagzeuger der Popband Tight Squeeze, dann als Schlagwerker im Radio-Orchester. Seit den 1980er Jahren ist er als Jazzvibraphonist und Komponist aktiv. Mit Paul van Kemenade und Dick de Graaf spielte er im Prisma Orkest, für das er auch komponierte. Er gehörte dann zu dem Perkussionsensemble Sharp Wood; auch trat er mit Musikern wie Corrie van Binsbergen, Martin van Duynhoven, Han Bennink, Nedly Elstak, Martin Fondse, Bob Fosko, Anton Goudsmit, Wiek Hijmans, Willem Jansen, Guus Janssen, Ernst Reijseger, Sabu Toyozumi, Eric Vloeimans und Jeroen van Vliet auf. Ferner war er Mitglied der Ensembles von Paul Termos und der von Bo van de Graaf gegründeten Gruppe I Compani und erhielt auch im Bereich der improvisierten Musik, etwa mit Wilbert de Joode und mit Butch Morris Anerkennung.
Hasebos ist Mitglied von Albert van Veenendaals Gruppe Pavlov, von Kristina Fuchs’ Gruppe Fuchs & Haas und des Sextetts Bachelor Beats (mit Pieterjan Cramer, Jerôme Hol, Kristina Fuchs, Salle de Jonge und Pieter Douma). Er komponierte Werke für verschiedene kammermusikalische Besetzungen, Jazzbands und Perkussionsinstrumente, Schauspiel- und Filmmusiken.

## Diskographische Hinweise
- Paul Termos Dubbel Expres: Death Dance of Principles, 1992
- Corrie van Binsbergen: Corrie en de Brokken live!, 1995
- Pavlov: Sinatra This Way, 2000
- I Compani: Aida, 2001
- Esmée Olthuis / Albert van Veenendaal / Hans Hasebos: Temporary Visions (Trytone, DVD, 2004)
- I Compani: Fellini, 2005 (mit Bo van de Graaf, Jeroen Doomernik, Frank Nielander, Tessa Zoutendijk, Carel van Rijn, Pieter Douma, Fred van Duynhoven, Simin Tander)
- Pavlov: Koos, 2007
- I Compani: Circusism, 2007–08
- Gerard Ammerlaan Octet: Noorderzon
- Termos Tentet: Shakes and Sounds
- Bachelor Beats: On Vision of the Queen, 2009